# Schlechterina mitostemmatoides
Schlechterina  es un género monotípico de plantas con flores perteneciente a la familia Passifloraceae. Su única especie, Schlechterina mitostemmatoides, es originaria de Sudáfrica.

## Descripción
Es una planta trepadora o arbusto escasamente ramificado que alcanza los 3 m de altura, que muestra conspicuas hojas de formas diversas; rizoma perenne; Tallo corchoso; zarcillos de 3-10 (-15) cm de largo.

## Ecología
Se encuentra en el bosque seco y bosque ribereño, bosques de Brachystegia; matorrales costeros; sabana arbustiva, matorrales; en suelos arenosos o negros; a una altitud de 0-700 metros. S. África (NE Natal).
Sur. Afr.

## Taxonomía
Schlechterina mitostemmatoides fue descrita por Hermann Harms y publicado en Botanische Jahrbücher für Systematik, Pflanzengeschichte und Pflanzengeographie 33: 148. 1902.